# Anaïs Fargueil
Anaïs Fargueil (Tolosa, 1819 – Parigi, 1896) è stata un'attrice teatrale francese.
Cantante all'Opéra Comique dal 1834, si ritirò nel 1883, dopo una carriera piena di successi, soprattutto a San Pietroburgo.